# کلودیا مانترو
کلودیا مانترو (انگلیسی: Cláudia Monteiro؛ زادهٔ ۸ مهٔ ۱۹۶۱) یک تنیس‌باز اهل برزیل است.